# Точак
Точак је компактни механички уређај, облика диска, близак кругу. Својим ротационим кретањем смањује трење али и врши трансмисију ротационих кретања. Комбинацијама система посебно повезаних точкова различитих и истих пречника могу се производити веће излазне ротационе брзине као и веће излазне силе. Точкови су направљени од различитих врста материјала. Могу бити ужлебљени, прекривени гумом, зупчасти, зависно од намјене и сходно употреби имају и различите називе.
У латинском језику се користи ријеч rota, из које су изведене ријечи ротор, ротација и ротирање.
Точак је еволуирани облутак камена, унапређена облица дрвета. Пренос камених вишетонских блокова обављао се наизменичним подбацивањем дрвених облица под блокове, по којима се котрљао. Проналазак точка се сматра једним од важнијих достигнућа у развоју људске цивилизације. Многи истраживачи тврде да се појавио у 5. миленијуму п. н. е. и да је везан за откриће грнчарског точка односно грнчарског кола. Прва практична промоција точка су свакако грнчарско коло и точкови којима се помјерају и преносе терети и људи. Временом примјена точкова постаје многонамјенска.
Један од најстаријих точкова на свету, стар преко пет хиљада година, пронађен је 19 km од Љубљане 2002. године.

## Историја точка
Изум точка пада у доба касног Неолита, и на то се може гледати у контексту других технолошких напредака који је довео до настанка раног бронзаног доба. Ово подразумева пролазак неколико миленијума без присуства точка чак и након изума пољопривреде и грнчарства, током Ацерамског Неолита (9500-6500 п. Н. Е .).
- 4500–3300. п. н. е.: Халколит, изум грнчарског кола; најранији дрвени точкови (дискови са рупом за осовину); најранија возила с точковима, доместикација коња
- 3300–2200. п. н. е.: Рано бронзано доба
- 2200–1550. п. н. е.: Средње бронзано доба, изум кочија

Халафској култури 6500–5100. п. н. е. се понекад приписује најранији приказ возила на точковима, мада је то неизвесно јер нема доказа да су они користили било кола с точковима или чак грнчарска кола.
Претходници точкова, познати као спори точкови, су били познати на Блиском истоку до 5. миленијума п. н. е. Један од најранијих примера је откривен код Тепе Пардис у Ирану, и датира на период 5200–4700. п. н. е. Они су били направљени од камена или глине и причвршћени за тло са клином у центру. Прави (слободно ротациони) грнчарски точкови су били у употреби у Месопотамији до 3500. п. н. е. а могуће је да су кориштени још пре 4000. п. н. е. Најстарији преживели примерак, Који је нађен у Уру у данашњем Ираку, је датиран на приближно 3100. п. н. е.
Прва евиденција о постојању возила са точковима потиче из друге половине 4. миленијума п. н. е., скоро истовремено у Месопотамији (Сумерска цивилизација), северном Кавказу (Мајкопска култура) и централној Европи (Трипољска култура), тако да је питање културе која је прва измела кола с точковима је још увек нерешено.
Најранији поуздано датирани опис кола с точковима (овде вагона с четири точка и две осовине) потиче са Броноцичког лонаца, a c. 3500 – 3350. п. н. е. глинени лонац је ископан у насељу културе левкасте чаше у јужној Пољској. Најстарија поуздано датирана комбинација точка и осовине је из Старе Гмајне близо Љубљане у Словенији (Љубљански дрвени точак) је сад датиран у 2σ-лимитима на 3340–3030 п. н. е, а осовина на 3360–3045. п. н. е.
Два типа раног неолитског европског точка и осовине су позната; циркумалпски тип вагонске конструкције (точаки и осовина ротирају заједно, као код Љубљанског дрвеног точка), и онај из Баденске културе у Мађарској код кога се осовина не окреће. Оба типа су датирана на период од око 3200–3000. п. н. е.
У Кини, точак је свакако био присутан са адаптацијом бојних коа око 1200 п. н. е, мада Барбиери-Лоу сматра да су постојала ранија кинеска кола с точковима, око 2000. п. н. е.
У Британији, велики дрвени точак са око 1 m у пречнику, је откривен на локацији Маст фарме у источној Англији 2016. године. Узорак датиран на период 1.100–800 п. н. е, представља најкомплетнији и најранији предмет тог типа у нађен у Британији. Такође је присутно чвориште точка. Коњска кичма која је нађена у близини сугерише да је точак можда био део коњских кола. Точак је нађен у насељу које изграђено на стубовима изнад мочваре, те се претпоставља да је насеље било повезано на неки начин са сувим земљиштем.

## Механика
- Точак омогућује ротационо кретање и при њему смањује трење.
- Точак може да преводи ротационо кретање. Његова посебност да се при истим угаоним брзинама ротирања, тачке на њему не крећу истим брзинама, односно, да се тачке удаљеније од центра ротације крећу већим брзинама, је омогућила да се мањим угаоним брзинама произведу веће угаоне брзине. Ову редукцију добијамо системом комбинованих точкова различитих пречника међусобно непосредно узубљених или посредно повезаних ланцима, сајлама, канапима...[2]
- Комбинацијом ужлебљених точкова (котура) повезаних сајлама или канапима, смањујемо силу за подизање терета онолико пута колико имамо котура у систему. Котурача се добија комбинацијама помичних котурова.

Точак је спојен са осовином на један од два начина; или је осовина непокретна а точак се окреће, или су осовина и точак чврсто спојени и заједно се окрећу. Како год, постоји мјесто где се спајају дио који се окреће са непокретним делом. Тај део се зове лежај. У том делу се дешава трење и ствара се сила отпора.
Низак отпор кретању (у поређењу са повлачењем) објашњава се на следећи начин (погледајте трење):
- нормална сила на клизном интерфејсу је иста.
- клизно растојање је смањено за одређено растојање путовања.
- коефицијент трења на интерфејсу је обично мањи.

Лежаји се обично користе за смањење трења на интерфејсу. У најједноставнијем и најстаријем случају лежај је само округла рупа кроз коју пролази осовина („клизни лежај”).
Пример:
- Ако се 100 kg тежак објекат вуче 10 м по површини са коефицијентом трења μ = 0,5, нормална сила је 981  и извршени рад (неопходна енергија) је (рад = сила x растојање) 981 × 0.5 × 10 = 4905 џула.
- Ако со посматра објекат са 4 точка, нормална сила између 4 точка и осовина је иста (у тоталу) 981 N. Претпостављајући да је за дрво μ = 0,25, и нека је пречник точка 1000 mm и пречник осе 50 mm. Стога мада се објекат још увек помера за 10 m клизне фрикционе површине само клизају једна преко друге на растојању од 0,5 m. Извршени рад је 981 × 0,25 × 0,5 = 123 џула; извршени рад је редукован у односу 1/40 релативно на повлачење.

Додатна енергија се губи на интерфејсу између точка и пута. То се назива отпором котрљања, што је претежно деформациони губитак. Та енергија се исто тако може снизити употребом точка (у односу на повлачење), јер је нето сила на контактној тачки између пута и точка скоро нормална на тло, и стога, ствара скоро нулти нето рад. Ово је зависно од природе тла, од материјала точка, његове инфлације у случају пнеуматика, нето обртног момената који евентуално врши мотор, и мноштва других фактора.
Точак такође може понудити предност приликом преласка нерегуларних површина, ако је његов пречник довољно велик у поређењу са неправилностима.
Сам точак није машина, али кад је постављен на осовину у споју са лежајем, формира се точак и осовина, једна од једноставних машина. Погонски точак је пример точка и осовине. Треба имати на уму да точкови постојали око 6000 година пре погонских точкова. Они су еволуирали полазећи од округлих трупаца који су кориштени као ваљци за померања тешког терета, што је пракса у употреби од праисторије до данас.

## Конструкција

### Обод
Обод је „спољашња ивица точка, држач гуме.” Он сачињава спољни кружни дизајн точка на којем је унутрашња ивица гуме монтирана на возилима као што су аутомобили. На пример, на бициклистичком точку обод је велики обруч причвршћен за спољне крајеве шипки точка који држи гуму.
У 1. миленијуму п. н. е. гвоздени обод је уведен око дрвених точкова кочија.

### Чвориште
Чвориште је центар точкова, и типично садржи лежаје, и то је место где се шишке састају.
Безцентарски точак (такође познат као „рим-рајдер” и точак без центра) је тип точка кони нема централно чвориште. Специфичније, чвориште је заправо велико колико и сам точак. Осовина је шупља и прати точак са веома блиским толеранцијама.

#### Жица
Ободи жичаних точкова су повезани са својим чвориштем помоћу жица. Мада су те жице обично круће од типичне сајле, оне механички функционишу на исти начин као напрегнуте флексибилне жице, држећи обод на фиксном растојању уз подржавање примењеног оптерећења.
Жичани точкови се користе на већини бициклова и још увек налазе примену код многих мотоциклова. Њих је изумео аеронаутички инжењер Џорџ Кејли и први пут су кориштене у бициклу који је направио Џејмс Старли.

### Гума
Гума је овојница у облику прстена која се ставља око обода точка да би га заштитила и да би се омогућила боља перформанса возила осигуравајући флексибилни јастук који апсорбира шок, док се точак држи у блиском додиру с тлом.
Основни материјали савремених гума су синтетичка гума, природна гума, текстил и жица, заједно са другим сложеним хемикалијама. Оне се састоје од газећег слоја и тела. Газећи слој пружа тракцију, док тело обезбеђује подршку. Пре него што је гума измишљена, прве верзије пнеуматика су једноставно биле металне траке које су биле постављене око дрвених точкова како би се спречило хабање. У данашње време, велика већина гума је пнеуматски надувана, и састоје се од торусног тела од каблова и жица обложеног гумом и генерално напуњеног са компримованим ваздухом да би се формирао надувавајући обложак. Пнеуматске гуме се користе на многим типовима возила, као што су кола, бициклови, мотоцикли, камиони, багери, и авиони.

## Патентирање точка
За посматрача 21. века, чини се да је точак прилично једноставан, али било је много покушаја да се побољша и патентира точак.
Неки од изумитеља су:
- Јозеф Ледвинка, патент  из 1906.[тражи се извор]
- Мануел Ерера де Хора, патент  из 1906.[тражи се извор]
- Луис Мекарски, патент GB190702860 из 1907.[тражи се извор]
- Вилијам Морис, патент US1159786 из 1915.[тражи се извор]

У многим случајевима, идеја је била да се креира отпорни точак. Ту функцију у данашње време пружа пнеуматска гума.

## Алтернативе
Док се точкови веома често користе за копнени транспорт, постоје алтернативе, од којих су неке погодне за терен где су точкови неефикасни. Алтернативни методи за копнени транспорт без точкова укључују:
- Електромагнетне маглев возове
- Санке или саонице
- Лебделица
- Ходајућа машина
- Гусеничари (иако њима даље управљају точкови)
- Педрејл точкови, који користе аспекте точка и гусеничастог погона
- Сфере, као што их користе Дајсонови усисивачи
- Возило на вијчани погон

Недавни проналазак је Лидијард точак, за који се тврди да је супериорнији од омнидирекционалног точка.

## Симболизам
Увођење точкова за кочије средином бронзаног доба чини се да је носило са собом извесни престиж. Сматра се да су сунчеви крстови имали симболичан значај у религији бронзаног доба, и да су заменили ранији концепт соларне барке са модернијим и технолошки напреднијим соларним кочијама. Точак је исто тако био соларни симбол за древне Египћане.

## Примјена
Точак је и настао из прагматичних човјекових потреба и примјерених разлога, када човјек није могао одређени предмет да покрене и преноси сопственом снагом и постојећим техникама, или када није могао да постигне потребну брзину и равномјерност у кретању. Његова примјена је разноврсна и како је у примјени еволуирало, тако је и његова израда бивала све савршенија у дијапазону од најпримитивнијег точка - дрвене облице, преко оног од тесаног комада дрвета, до металних и точкова од композитних материјала, па све до најновијих од специјалних пластичних маса.
- Способност да дуготрајно и готово у цијелости умањи трење и тако омогући разна кретања квалификовала га је готово у свим сферама цивилизацијских потреба. Користи се код најмањих механичких склопова код којих је потребно извести и најмања кретања, као и код највећих механичких уређаја, чији би покретни дијелови без точка трајно остали непокретни.
- Точкови посредују у кретању трака, ременова, сајли, ланаца, у покретању помичних машинских структура, као и у кретању самоходних машинских дијелова, машина и уређаја.
- Саставни је дио свих грађевинских кранова и дизалица. Колико ће пута котурача смањивати силу за подизање терета зависи од броја пари њених котурова.
- Точкови постављени у посебним конструкцијама преносе људе и терете. Бицикл се још увијек, у неким локалним жаргонима, зове ТОЧАК.
- Користе се свуда гдје су неопходна правилна и равномјерна кретања.

Неизбјежни су у готово свим индустријама, индустријским постројењима и производњама. Има их у рударству и геологији, црној металургији, машинској индустрији, до електронске, електричне, аутомобилске, авионске, у производњи возова, као и у бродоградњи, ракетној индустрији и др. Немогуће је и набројати где се све точак примењује.
Посебно су се временом усавршавали и спојеви точка са осовинама око којих ротирају. Лежајеви су помогли да се вишеструко умањи трење код ротације точка.

## Точак - цивилизацијски капитал
Точак је круг, а круг је најближи симулацији бесконачности и Перпетуум мобила. Ту је тајна могућности ТОЧКА, или КОЛА, или КОТУРА. Он је непрестан. Његов ход је неиспрекидан и трајан. Точак је револуционаран у техничко - технолошком напретку. То му даје базни значај у културно -цивилизацијском смислу.

## Поријекло ријечи
Извору се каже ТОЧАК. (вода точи непрекидно) Етимолози сматрају да је извор-врело извориште ријечи точак, а да назив коло потиче од народне игре коло, која исто тако тече непрекидно и у круг.